# 1933 год в спорте
Список 1933 год в спорте описывает спортивные события, произошедшие в 1933 году.

## СССР
- Чемпионат СССР по боксу 1933;
- Чемпионат СССР по классической борьбе 1933;
- Чемпионат СССР по лыжным гонкам 1933;
- Чемпионат СССР по шахматам 1933;
- Всесоюзный волейбольный праздник 1933;

### Футбол
Созданы клубы:
- «Авангард» (Челябинск);
- «Торпедо» (Харьков);

## Международные события
- Чемпионат Европы по фигурному катанию 1933;
- Чемпионат мира по бобслею 1933;
- Чемпионат мира по лыжным видам спорта 1933;
- Чемпионат мира по фехтованию 1933;
- Чемпионат мира по фигурному катанию 1933;
- Чемпионат мира по хоккею с шайбой 1933;

### Шахматы
- Матч Флор — Ботвинник;
- Турнир за звание чемпионки мира по шахматам 1933;
- Шахматная олимпиада 1933;

## Персоналии

### Родились
февраль
- 02 февраля — Милош Милутинович, югославский футболист и тренер (ум. 2003).
- 18 февраля — Бобби Робсон, английский футболист и футбольный тренер (ум. 2009).
- 20 февраля — Умберто Маскио, аргентинский и итальянский футболист, нападающий.
- 26 февраля — Ирина Анатольевна Беглякова, советская легкоатлетка (метание диска), серебряный призёр Олимпийских игр 1956 года.

март
- 04 марта — Нино Ваккарелла, итальянский автогонщик.
- 20 марта — Адзельо Вичини, итальянский, футболист (защитник) и футбольный тренер.
- 22 марта — Мишель Идальго, французский футболист, тренер сборной Франции, чемпион Европы 1984 года.

апрель
- 15 апреля — Александр Дмитриевич Гришин, советский футболист, полузащитник (ум. 2005).
- 23 апреля — Валентин Борисович Бубукин, советский футболист, нападающий (ум. 2008).

май
- 01 мая — Александр Дмитриевич Алексеенко, советский и российский тренер по тяжёлой атлетике (ум. 2014).
- 12 мая — Супьян Лечиевич Зубайраев, советский чеченский самбист.

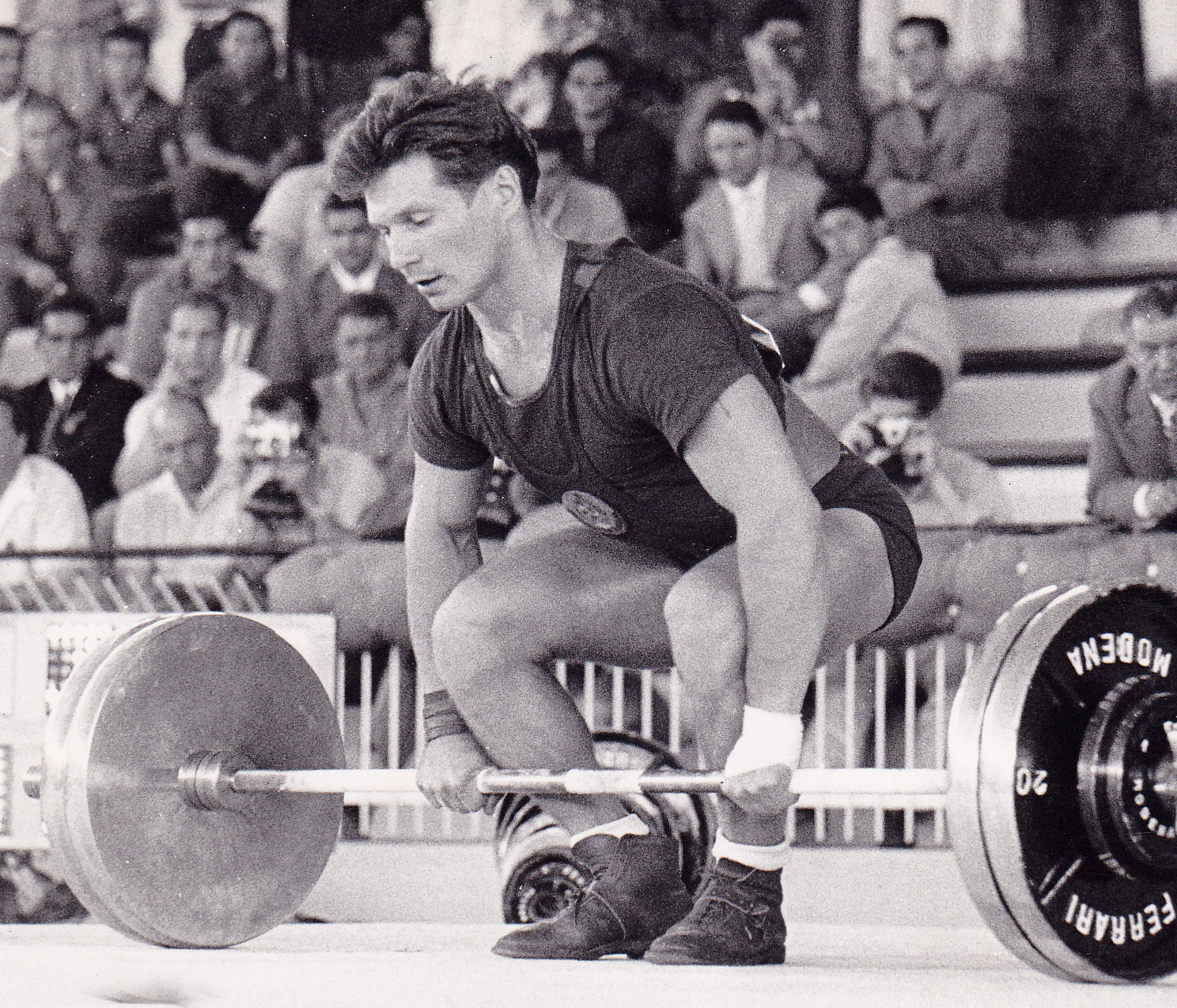
Виктор Бушуев

- 17 мая — Елена Егоровна Горчакова, советская легкоатлетка, призёр Олимпийских игр (ум. 2002).
- 18 мая — Виктор Георгиевич Бушуев, советский тяжелоатлет, чемпион Олимпийских игр 1960 в лёгком весе (ум. 2003).
- 21 мая — Александр Николаевич Беркутов, советский гребец (гребля академическая) и тренер (ум. 2012).

июнь
- 02 июня — Ростислав Евгеньевич Варгашкин, советский велогонщик, призёр Олимпийских игр.
- 17 июня — Морис Стоукс, американский профессиональный баскетболист (ум. 1970).
- 19 июня — Отто Барич, югославский футболист, югославский, австрийский и хорватский тренер.
- 21 июня — Джон Кэннон, канадский автогонщик (ум. 1999).

июль
- 07 июля — Мюррей Халберг, новозеландский бегун на длинные дистанции, олимпийский чемпион 1960 года.
- 27 июля — Марлен Аренс, чилийская легкоатлетка, серебряный призёр Олимпийских игр.

август
- 06 августа — Ульрих Бизингер, немецкий футболист, центральный нападающий сборной ФРГ, чемпион мира 1954 года (ум. 2011).
- 17 августа — Том Кортни, американский легкоатлет, двукратный олимпийский чемпион 1956 года.
- 18 августа — Жюст Фонтен, французский футболист.
- 23 августа — Адамас Соломонович Голодец, советский футболист (нападающий) и тренер (ум. 2006).
- 28 августа — Григорий Давидович Амбарцумян, советский футболист, защитник (ум. 2014).

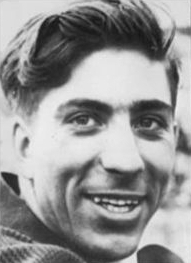
Алан Стейси

- 29 августа — Алан Стейси, британский гонщик и конструктор гоночных автомобилей (ум. 1960).

сентябрь
- 07 сентября — Казбек Давлетбекович Байбулов, советский хоккеист с мячом (ум. 1994).
- 08 сентября — Майгонис Альбертович Валдманис, советский баскетболист, советский и латвийский баскетбольный тренер (ум. 1999).
- 15 сентября — Владимир Георгиевич Беляев, советский футболист, вратарь (ум. 2001).
- 18 сентября — Скотти Боумен, канадский хоккейный тренер.
- 25 сентября — Хуби Браун, американский баскетбольный тренер.

октябрь
- 02 октября — Джулиано Сарти, итальянский футболист, вратарь.
- 03 октября — Нил Фрейзер, австралийский теннисист, теннисный тренер и спортивный администратор.
- 05 октября — Юрий Николаевич Баулин, советский хоккеист, бронзовый призёр зимней Олимпиады-1960, многократный чемпион СССР (ум. 2006).
- 07 октября
  - Валентин Васильевич Борейко, советский спортсмен по академической гребле (ум. 2012).
  - Жильбер Шапрон, французский боксёр второй средней и полутяжёлой весовых категорий.
- 10 октября — Леонид Владимирович Бартенев, советский спортсмен-легкоатлет (бег на 100 метров).
- 14 октября
  - Юрий Кузьмич Бачуров, советский гребец, бронзовый призёр Олимпийских игр 1960 года в Риме на распашной четвёрке без рулевого.
  - Вильфрид Дитрих, немецкий борец-тяжеловес вольного и греко-римского стилей, чемпион и призёр Олимпийских игр, чемпион мира и Европы (ум. 1992).
- 18 октября
  - Игорь Владимирович Ахремчик, советский гребец, бронзовый призёр Олимпийских игр 1960 года в Риме на распашной четвёрке без рулевого (ум. 1990).
  - Лудовико Скарфиотти, итальянский автогонщик (ум. 1968).
- 21 октября — Франсиско Хенто, испанский футболист.

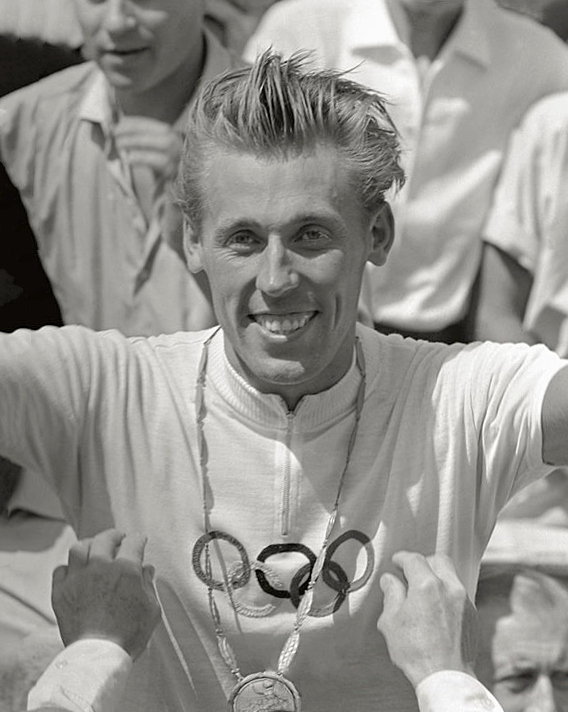
Виктор Капитонов

- 25 октября — Виктор Арсеньевич Капитонов, советский велогонщик, первый советский олимпийский чемпион по велоспорту, тренер национальной сборной СССР по велоспорту (ум. 2005).
- 28 октября — Гарринча, бразильский футболист, правый нападающий, считается лучшим правым крайним нападающим в истории футбола (ум. 1983).

ноябрь
- 08 ноября — Питер Эранделл, британский автогонщик, пилот Формулы-1 (ум. 2009).
- 18 ноября — Владимир Михайлович Агапов, советский футболист (нападающий) и футбольный тренер.

декабрь
- 02 декабря — Майк Ларраби, американский бегун на короткие дистанции (ум. 2003).
- 15 декабря — Виктор Петрович Бакланов, советский спортсмен и тренер по современному пятиборью.
- 20 декабря — Рик Ван Лой, бельгийский шоссейный и трековый велогонщик.

### Скончались
- 02 июня — Фрэнк Джарвис, американский легкоатлет, чемпион летних Олимпийских игр 1900 (род. 1878).
- 10 сентября — Джузеппе Кампари, итальянский оперный певец и гонщик серии Гран-при (род. 1892).